# Мезитилен
Мезитиле́н (1,3,5-триметилбензо́л) — химически это бензольное кольцо, у которого три атома водорода в положениях 1, 3, 5 замещены на метильные группы. Химическая формула C9H12.

## История
Мезитилен был впервые получен в 1837 году ирландским химиком Робертом Кейном путём нагревания ацетона с концентрированной серной кислотой. Он назвал полученное новое вещество «мезитилен», потому что ранее немецкий химик Карл Райхенбах назвал ацетон «мезит» (от греческого μεσίτης, посредник), и Кейн полагал, что эта реакция привела к дегидратации мезита, превращая его в алкен, или «мезитилен». Однако определение Кейном химического состава («эмпирической формулы») мезитилена было неверным. Правильная эмпирическая формула была дана Августом В. Гофманом в 1849 году. В 1866 году Адольф фон Байер показал, что структура мезитилена соответствует структуре 1,3,5-триметилбензола, однако убедительное доказательство того, что мезитилен идентичен 1,3,5-триметилбензолу, было предоставлено Альбертом Ладенбургом только в 1874 году.

## Получение
Мезитилен получают путём уравновешивания ксилола(или его простого алкилирования) над твёрдым кислотным катализатором:
{\displaystyle {\ce {2 C6H4(CH3)2 <=> C_6H3(CH3)3 + C6H5CH3,}}}
{\displaystyle {\ce {C6H4(CH3)2 + CH3OH -> C6H3(CH3)3 + H2O}}}.
Тримеризация ацетона путём альдольной конденсации, которая катализируется и дегидратируется серной кислотой, даёт смесь 1,3,5-триметилбензола и 1,2,4-триметилбензола.

## Свойства
Мезитилен — бесцветная, легковоспламеняющаяся жидкость. Малорастворим в воде. Растворимость в бензоле, эфире и спирте достаточно высока.

## Безопасность
При температуре выше 40 °C мезитилен образует взрывоопасную смесь с воздухом. Реагирует бурно с сильными окислителями с риском взрыва. При вдыхании вызывает головную боль и раздражение горла. В высоких концентрациях его пары оказывают обезболивающее действие. Мезитилен раздражает кожу, глаза и дыхательную систему.